# Tichon (Radovanović)
Tichon, imię świeckie Tihomir Radovanović (ur. 8 lipca 1891 w Malim Požarevcu, zm. 8 lutego 1951 w Belgradzie) – serbski biskup prawosławny.

## Życiorys
Syn Dimitrija i Darinki Radovanović. Gimnazjum i seminarium duchowne ukończył w Belgradzie. Bezpośrednio po uzyskaniu dyplomu tejże szkoły podjął pracę w charakterze nauczyciela we wsi Drlupi. W 1913 przyjął święcenia diakońskie z rąk metropolity belgradzkiego Dymitra i podjął pracę duszpasterską w cerkwi Zesłania Ducha Świętego (starej cerkwi) w Kragujevcu. W czasie I wojny światowej służył w armii serbskiej jako sanitariusz i dostał się do niewoli austriackiej.
Po zakończeniu wojny podjął w Atenach studia teologiczne, które zakończył w 1922 obroną pracy doktorskiej poświęconej ewolucji idei mesjanistycznych. Następnie wrócił do Belgradu i został zatrudniony najpierw w I męskim liceum w tymże mieście, a następnie otrzymał posadę docenta na Wydziale Teologicznym Uniwersytetu Belgradzkiego. Przed 1932 został także sekretarzem Świętego Synodu Serbskiego Kościoła Prawosławnego.
21 listopada 1932 został wyświęcony na biskupa sremskiego, wikariusza eparchii belgradzkiej, w soborze św. Michała Archanioła w Belgradzie. Po dwóch latach objął katedrę zahumsko-hercegowińską. Równocześnie z pracą duszpasterską kontynuował badania naukowe nad Starym Testamentem, opublikował szereg prac z tej tematyki. Z powodu choroby w 1939 na własną prośbę odszedł z katedry. Zmarł w 1951 w Belgradzie i został pochowany w sąsiedztwie cerkwi Opieki Matki Bożej w tymże mieście.